# Helminthoglypta expansilabris ssp. mattolensis
Helminthoglypta expansilabris ssp. mattolensis је врста класе Gastropoda која припада реду Stylommatophora. 

## Угроженост
Подаци о распрострањености ове врсте су недовољни.

## Распрострањење
Ареал врсте је ограничен на једну државу. 
Сједињене Америчке Државе су једино познато природно станиште врсте.